# Oliver Cowdery
Oliver Cowdery, né le 3 décembre 1806 à Wells (Vermont) et mort le 3 mars 1850 à Richmond (Missouri) est le premier baptisé de l'Église de Jésus-Christ des saints des derniers jours, l'un des Trois Témoins des plaques d'or du Livre de Mormon et le deuxième Ancien de l’Église.

## Biographie
En 1829, il est enseignant d'école à Manchester (New York). Il est hébergé dans diverses familles de la ville, dont la famille de Joseph Smith Sr, père de Joseph Smith, le fondateur de l'Église de Jésus-Christ des saints des derniers jours. D'avril à juin 1829, il aide ce dernier à rédiger (ou traduire, selon les croyances de l’Église), le Livre de Mormon.
En 1838, alors Assistant du Président de l’Église mormone, il est excommunié. Il affirme que Joseph Smith a des relations sexuelles avec Fanny Alger, une fille mineure servant comme domestique. Cowdery devient alors protestant méthodiste. Il ne réintègre l'Église de Jésus-Christ des saints des derniers jours qu'en 1848, deux ans avant sa mort.